# Wolter Ehn
Johan Wolter Ehn, född 17 juni 1931, död 28 september 1994 i Estoniakatastrofen, var en svensk etnolog. Han var bror till Ola Ehn.
Ehn växte upp i Vaksala prästgård och kom tidigt att intresserade sig för Upplands kulturhistoria. Efter studier i arkeologi, nordiska språk och etnologi blev han 1963 arkivarie vid Dialekt- och folkminnesarkivet i Uppsala (ULMA) där han med tiden blev förste arkivarie och föreståndare för folkminnesavdelningen. Wolter Ehns forskning ägandes främst åt de uppländska byarnas organisation och levnadsmönster. 1991 disputerade han med avhandlingen Mötet mellan centralt och lokalt. Studier i uppländska byordningar. Han verkade även som lärare och handledare vid etnologiska institutionen vid Uppsala universitet och tjänstgjorde som tillförordnad professor vid Åbo Akademi.
Ehn avled i Estoniakatastrofen den i september 1994. Med ombord från ULMA fanns även dialektologerna Margareta Källskog och Anne-Marie Cronström. De var på väg tillbaka till Uppsala från Tallinn där de hade besökt några estländska forskare från ULMA:s systerinstitutioner.